# Nami Kimoto
Nami Kimoto –en japonés, 木本 奈美, Kimoto Nami– (31 de mayo de 1974) es una deportista japonesa que compitió en judo. Ganó una medalla de plata en los Juegos Asiáticos de 1998 en la categoría de –63 kg.

## Palmarés internacional
| Juegos Asiáticos | Juegos Asiáticos    | Juegos Asiáticos | Juegos Asiáticos |
| Año              | Lugar               | Medalla          | Categoría        |
| ---------------- | ------------------- | ---------------- | ---------------- |
| 1998             | Bangkok (Tailandia) | Medalla de plata | –63 kg           |